# Pangkal Pinang
Pangkal Pinang és la ciutat més gran de l'illa de Bangka i la capital de la província indonèsia de Bangka-Belitung.
La població de Pangkal Pinang ha passat de 108.411 habitants el 1990 a 134.082 el 2005. La població és principalment malaia, però una part gran de la població és xinesa, immigrants de la província de Guangdong, a la República Popular de la Xina. Localment s'anomenen Peranakan (els "Nens de les Índies") i parlen el dialecte hakka.